# Vlčí prameny
Vlčí prameny jsou dva vedle sebe ležící prameny, které vyvěrají asi kilometr západně od Mariánských Lázní. Leží v blízkosti železniční tratě a jsou hůře přístupné. To je také důvod, proč nejsou hojně navštěvovány. Vyvěrají na levém břehu Rašeliništního potoka, který ústí do Kosového potoka. Miroslav Dovolil ji ve své práci evidoval pod názvem „Klimentov čís. 84“.

## První Vlčí pramen
Zachycen je v dutém pařezu o průměru 80 cm a hloubce 50 cm. Voda z pařezu volně vytéká a vše je pokryto povlaky železa.

## Druhý Vlčí pramen
Leží zhruba 6 metrů od prvního pramene. Studánka má rozměry 70×60 cm a hloubku 70 cm. Plyn zde uniká intenzivněji než u předchozího pramene, nicméně obsah oxidu uhličitého je trochu nižší.

## Historie
V minulosti byly známy zdejším německým rodákům, kteří později vzpomínali na chutný pramen. Nazývají je dvěma názvy: Šlokenská kyselka – podle lidového názvu Klimentova (Schlacken) –, nebo Koňská kyselka, kvůli pověsti, která tvrdí, že zde utonulo koňské spřežení. Stejná pověst se váže i ke Koňskému prameni, což zvyšuje její důvěryhodnost. Dnešní název je až poválečný.

## Okolí
Kousek odsud vyvěrají tyto prameny: Medvědí pramen, Balbínův pramen a Hájenský pramen.